# Vallentuna (plaats)

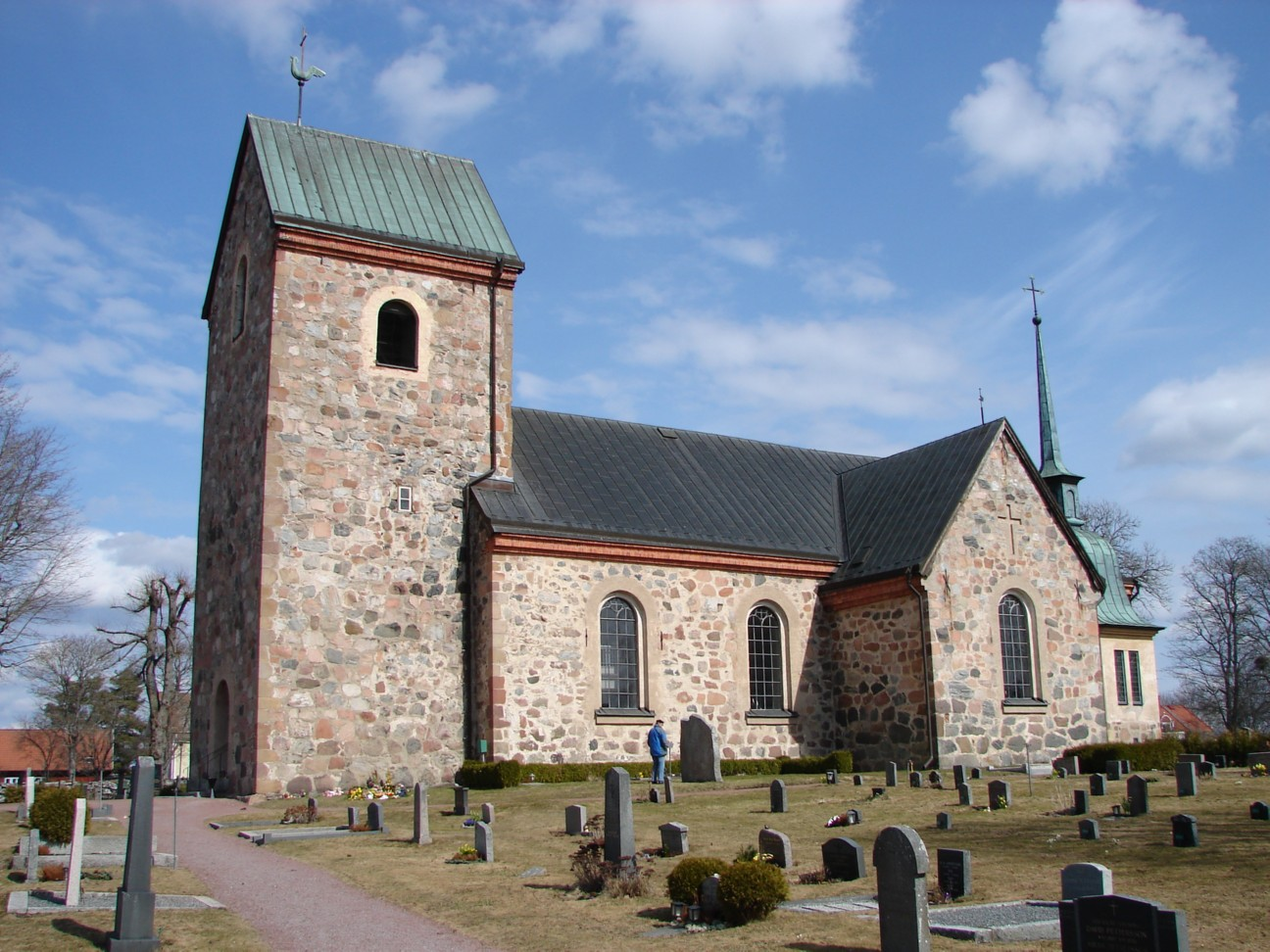
Kerk

Vallentuna is de hoofdplaats van de gemeente Vallentuna en een plaats in de gemeente Täby in het landschap Uppland en de provincie Stockholms län in Zweden. De plaats heeft 24755 inwoners (2005) en een oppervlakte van 1139 hectare.

## Verkeer en vervoer
Bij de plaats lopen de Länsväg 264 en Länsväg 268.
De plaats heeft een station aan de spoorlijn Roslagsbanan.

## Geboren
- Rickard Rydell (1967), autocoureur